# Супергеройский детский сад
«Супергеройский детский сад» (англ. Superhero Kindergarten) — мультипликационный сериал 2021 года. Главную роль в нём озвучивает Арнольд Шварценеггер.

## Роли озвучивали
- Арнольд Шварценеггер — Арнольд Армстронг/Капитан Храбрость[1]
- Жюль де Жонг — Педро
- Ннеке Окойе — Пэтти
- Рей Лим — Лин
- Шелли Лонгуорт

## Производство
Стэн Ли позвонил Арнольду Шварценеггеру и поделился идеей анимационного сериала, имеющего сходство с фильмом «Детсадовский полицейский», но и отличие — его главный герой будет бывшим супергероем. Исполнительными продюсерами выступили Арнольд Шварценеггер, Энди Хейуорд, Джил Чемпион.

## Рецензии
Алессия Санторо (сайт PopSugar) дала положительный отзыв, написав: "это идеальный сериал для того, чтобы родители, любящие супергероев, и их дети получили удовольствие от его просмотра".